# توسکاهوما (اکلاهما)
توسکاهوما(به انگلیسی: Tuskahoma) شهری در ایالت اکلاهما کشور ایالات متحده آمریکا است که جمعیت آن در سرشماری سال ۲۰۱۰ میلادی، ۱۵۱ نفر بوده‌است.